# Champ Car Series 2006
De Champ Car World Series 2006 was het achtentwintigste CART kampioenschap dat gehouden werd tussen 1979 en 2007. Het werd gewonnen door Sébastien Bourdais.

## Races
|    | Datum        | Circuit                        | Winnaar            | Tweede             | Derde              | Pole position      |
| 1  | 9 april      | Stratencircuit Long Beach      | Sébastien Bourdais | Justin Wilson      | Alex Tagliani      | Sébastien Bourdais |
| 2  | 13 mei       | Stratencircuit Houston         | Sébastien Bourdais | Paul Tracy         | Mario Domínguez    | Mario Domínguez    |
| 3  | 21 mei       | Stratencircuit Monterrey       | Sébastien Bourdais | Justin Wilson      | A.J. Allmendinger  | Sébastien Bourdais |
| 4  | 4 juni       | Milwaukee Mile                 | Sébastien Bourdais | Justin Wilson      | Nelson Philippe    | Sébastien Bourdais |
| 5  | 18 juni      | Portland International Raceway | A.J. Allmendinger  | Justin Wilson      | Sébastien Bourdais | Bruno Junqueira    |
| 6  | 25 juni      | Cleveland                      | A.J. Allmendinger  | Bruno Junqueira    | Oriol Servià       | A.J. Allmendinger  |
| 7  | 9 juli       | Stratencircuit Toronto         | A.J. Allmendinger  | Paul Tracy         | Sébastien Bourdais | Justin Wilson      |
| 8  | 23 juli      | Edmonton City Centre Airport   | Justin Wilson      | Sébastien Bourdais | A.J. Allmendinger  | Sébastien Bourdais |
| 9  | 30 juni      | Stratencircuit San José        | Sébastien Bourdais | Cristiano da Matta | Justin Wilson      | Sébastien Bourdais |
| 10 | 13 augustus  | Stratencircuit Denver          | A.J. Allmendinger  | Bruno Junqueira    | Dan Clarke         | Sébastien Bourdais |
| 11 | 27 augustus  | Circuit Gilles Villeneuve      | Sébastien Bourdais | Paul Tracy         | Nelson Philippe    | Sébastien Bourdais |
| 12 | 23 september | Road America                   | A.J. Allmendinger  | Bruno Junqueira    | Sébastien Bourdais | Dan Clarke         |
| 13 | 22 oktober   | Surfers Paradise               | Nelson Philippe    | Mario Dominguez    | Alex Tagliani      | Will Power         |
| 14 | 12 november  | Autódromo Hermanos Rodríguez   | Sébastien Bourdais | Justin Wilson      | Will Power         | Justin Wilson      |

## Eindrangschikking (Top 10)
| Rank | Rijder             | Ptn |
| ---- | ------------------ | --- |
| 1.   | Sébastien Bourdais | 387 |
| 2.   | Justin Wilson      | 298 |
| 3.   | A.J. Allmendinger  | 285 |
| 4.   | Nelson Philippe    | 231 |
| 5.   | Bruno Junqueira    | 219 |
| 6.   | Will Power         | 213 |
| 7.   | Paul Tracy         | 208 |
| 8.   | Alex Tagliani      | 205 |
| 9.   | Mario Domínguez    | 201 |
| 10.  | Andrew Ranger      | 200 |

1979 · 
1980 ·
1981 ·
1982 ·
1983 ·
1984 ·
1985 ·
1986 ·
1987 ·
1988 ·
1989 ·
1990 ·
1991 ·
1992 ·
1993 ·
1994 ·
1995 ·
1996 ·
1997 ·
1998 ·
1999 ·
2000 ·
2001 ·
2002 ·
2003 ·
2004 ·
2005 ·
2006 ·
2007